# Søren Krogh
Søren Krogh (født 19. april 1977) er en dansk fodboldtræner og tidligere fodboldspiller. Han var fodboldchef i AaB indtil januar 2022, hvor han skiftede til OB for at blive assistenttræner. 

## Karriere
Han spillede i sin aktive karriere i Holstebro BK, Brøndby IF, BK Frem, FC Nordsjælland, BK Frem og Boldklubberne Glostrup Albertslund.

### Landshold
Han fik sin debut i landsholdsregi den 6. august 1992 for Danmarks U/17-fodboldlandshold, da han blev skiftet ind i i 4-0-sejren over Østrig i en internordisk turnering.

## Trænerkarriere
Den 14. juli 2015 blev det offentliggjort, at Søren Krogh blev ny assisterende træner i FC Nordsjællands  førstehold.
Den 18. januar 2022 blev det offentliggjort, at Søren Krogh blev  assistenttræner i OB sammen med Peter Feher.
Den 2. november 2023 blev Søren Krogh gjort til midlertidig cheftræner i samme klub efter fyringen af tidligere cheftræner Andreas Alm.